# Deutscher Verband für Equality Tanzsport
Der Deutsche Verband für Equality Tanzsport e.V. (DVET) ist ein bundesweiter Fachverband des Deutschen Tanzsportverbandes mit besonderer Aufgabenstellung  und mit eigener Sporthoheit.
Der Verband koordiniert die jährlichen Internationalen Offenen Deutschen Meisterschaften für Frauen- und Männerpaare in den Standard- und Lateinamerikanischen Tänzen. 2019 organisierte der DVET federführend die Tanzturniere im Rahmen der EuroGames 2019 in Rom.
Dem Leitbild des DVET entsprechend sind Turniere des DVET grundsätzlich offen für alle, die gleichgeschlechtlich tanzen wollen – unabhängig von ihrer sexuellen Orientierung. Von den Teilnehmenden wird erwartet, dass sie „sich als Teil der Equality-Tanzszene mitsamt ihrer Wurzeln in der LGBTCommunity verstehen und sich entsprechend verhalten, dieser mit Wertschätzung begegnen und sich sportlich fair verhalten.“
Über den DVET starten Tanzpaare bei den EuroGames und den damit verbundenen Equality Dancing Europameisterschaften.

## Geschichte
Der DVET wurde am 2. Mai 2008 von Equality-Tänzern, Turnierausrichtern, Club-Vertretern, Trainern und Wertungsrichtern gegründet.
Der Gründung war die Entwicklung des gleichgeschlechtlichen Tanzens vor allem seit den 1980er-Jahren vorausgegangen, und in den 1990er-Jahren waren Equality-Tanz-Turniere ausgetragen worden – zunächst vor allem durch schwul-lesbische Sportvereine, die sich um eine Tanzsparte erweiterten, später zunehmend auch durch gemischtgeschlechtliche Tanzsportvereine.
Am 27. November 2010, nach einem im August gestellten Antrag, wurde der Verband als Fachverband in den Deutschen Tanzsportverband (DTV) aufgenommen, dem einzigen nationalen Dachverband des Deutschen Olympischen Sportbunds (DOSB) für die Sportart „Tanzen“. Der DVET war damit weltweit die erste Vereinigung von Equality-Tänzern, die von einem nationalen Sportspitzenverband aufgenommen wurde, der in seinem Land offiziell und alleinig die Sportart Tanzen vertritt.
Die Teilnahme gleichgeschlechtlicher Paaren an den Turnieren des DVT war lange Zeit nicht vorgesehen; beispielsweise wurde Wertungsrichtern mit einer Sperre gedroht, wenn sie Equality-Turniere werteten. Bereits in den Anfängen des Equality-Tanzsports wurde über die Möglichkeit diskutiert, gleichgeschlechtlichen Paaren die Teilnahme in DTV-Turnieren zu gestatten; stattdessen wurde damals entschieden, eigenständige und vom DTV unabhängige Equality-Turniere zu veranstalten.
Auf Entscheidung der European Gay and Lesbian Sports Federation (EGLSF) hin war der DVET anstelle der ESSDA federführender Organisator der Tanzturniere im Rahmen der EuroGames 2019, die im Juli 2019 in Rom stattfanden.
Medien berichten, der Equality-Tanz werde außerhalb der Szene noch immer „belächelt“. Als Vorteil wird unter anderem genannt, dass der Rollenwechsel Tänzern ein besseres Verständnis und Gespür für das Führen und Folgen vermitteln könne.

## Turniere

### Internationale Offene Deutsche Meisterschaften
Die jährlich stattfindenden Internationalen Offenen Deutschen Meisterschaften für Frauen- und Männerpaare in den Standard- und Lateinamerikanischen Tänzen (auch „Equality-DM“ genannt) findet in unterschiedlichen Städten Deutschlands statt. Die Meisterschaften sind für Frauen- und Männerpaare zugänglich. "Offen" steht für nationale Meisterschaften, bei denen auch internationale Equalitypaare antreten dürfen, hier jedoch keinen Titel erringen können. Außerdem steht "offen" für Diversität und Inklusion im Rahmen der sportlichen Wettkämpfe.
Die Meisterschaften werden vom DVET in Kooperation mit lokalen DVET-Mitgliedsvereinen organisiert. 
Die Schirmherrschaft für die 17. Meisterschaften 2022 in Köln übernahm Oberbürgermeisterin Henriette Reker.

### Turnierregeln
Gemäß den Turnierregeln des DVET wird ein Tanzpaar in der Regel durch zwei Personen des gleichen Geschlechts gebildet; Geschlecht  ist hierbei gemäß der EGLSF definiert. Intersexuelle, Transgender und Transsexuelle können beim Sportausschuss des DVET eine hiervon abweichende Behandlung beantragen. Jedes teilnehmende Tanzpaar kann selbst entscheiden, wer „führend“ oder „folgend“ tanzt. Führungswechsel sind jederzeit möglich, sowohl von Tanz zu Tanz als auch innerhalb eines einzelnen Tanzes. Sofern gemischte Turniere (mit gleichgeschlechtlichen und gemischtgeschlechtlichen Paaren) organisiert werden, „soll dem Geist des Equality-Tanzsports insofern Rechnung getragen werden, dass Führende und Folgende ihre Rolle unabhängig von ihrem Geschlecht tauschen müssen bzw. ausschließlich in der Rolle tanzen, die dem gemischtgeschlechtlichen Tanzen widerspricht“.
Die Turnierregeln stimmen zu weiten Teilen mit denen der European Same-Sex Dance Association (ESSDA) überein.
Sie sind an die der World DanceSport Federation (WDSF), des World Dance Council (WDC) und des Deutschen Tanzsportverbands (DTV) angelehnt, einzelne Regeln wurden jedoch durch spezifische Regeln für den Equality-Tanzsport ersetzt. Die wesentlichen acht Unterschiede der DVET-Regeln zu denen der WDSF/WDC/DTV sind Folgende: sie
- erlauben mehr Flexibilität in den Teilnahmebedingungen;
- berücksichtigen, dass Paare nicht immer in jedem Turnier in der gleichen Startklasse tanzen;
- bieten ein eigenes Klassifizierungssystem;
- berücksichtigen, dass die Rollen von „Führenden“ und „Folgenden“ auswechselbar und nicht geschlechtsspezifisch sind;
- ermöglichen verschiedenen Altersgruppen die flexible Teilnahme innerhalb eines Turnieres;
- haben keine Figurenbegrenzungen für die unteren Klassen;
- haben keine Kleiderregeln;
- unterscheiden nicht zwischen Breitensport, Turniersport und Professionals.[24]

In der Regel wird ein Turnier für die Klassen D-Klasse bis A-Klasse ausgeschrieben. Anders als beim DVT ist beim DVET keine S-Klasse vorgesehen. Das Equality-Tanzen weicht teils deutlich vom Erscheinungsbild im Heterobereich ab, und dies ist bei der Klasseneinteilung zu berücksichtigen. Im Turnier liegt eine Herausforderung für das Wertungsgericht in der Würdigung der erhöhten Schwierigkeit, die ein Rollentausch darstellt.

## Mitgliedsvereine
Dem Fachverband des Deutschen Tanzsportverbandes gehören über dreißig Mitgliedsvereine in ganz Deutschland an.
| Bundesland             | Mitgliedsvereine                                       | Ort                    |
| ---------------------- | ------------------------------------------------------ | ---------------------- |
| Baden-Württemberg      | TSC Villingen-Schwenningen e.V. – TBW                  | Villingen-Schwenningen |
| Baden-Württemberg      | Schwarz-Weiß-Club Esslingen e.V.                       | Esslingen              |
| Bayern                 | Team München e.V.                                      | München                |
| Bayern                 | Tanzsportclub Savoy München e.V.                       | München                |
| Bayern                 | Tanzsportgemeinschaft Fürth e.V.                       | Fürth                  |
| Berlin                 | TSC Richtigrum Berlin e.V.                             | Berlin                 |
| Berlin                 | berliner tanzsportclub Grün-Gold & pinkballroom        | Berlin                 |
| Brandenburg            | Sportverein Motor Eberswalde e.V. - Abtlg. Tanzen      | Schorfheide            |
| Bremen                 | TanzCentrum Gold und Silber Bremen e.V.                | Bremen                 |
| Hamburg                | Startschuss Schwul/Lesbischer Sportverein Hamburg e.V. | Hamburg                |
| Hamburg                | Club Céronne im ETV Hamburg e.V.                       | Hamburg                |
| Hamburg                | Club Saltatio Hamburg e.V.                             | Hamburg                |
| Hessen                 | Artemis Sport Frankfurt e.V.                           | Frankfurt              |
| Hessen                 | TSC TANZ usw.! Frankfurt am Main e.V.                  | Frankfurt am Main      |
| Hessen                 | Schwarz-Silber e.V. Frankfurt                          | Frankfurt am Main      |
| Hessen                 | TSZ Blau-Gold Casino Darmstadt e.V.                    | Darmstadt              |
| Hessen                 | Tanz-Sport-Club Fischbach e.V.                         | Kelkheim               |
| Mecklenburg-Vorpommern | -                                                      |                        |
| Niedersachsen          | TanzArt der etwas andere Sportverein e.V. (Hannover)   | Hannover               |
| Nordrhein-Westfalen    | Warminia Anstoß Bielefeld e.V.                         | Bielefeld              |
| Nordrhein-Westfalen    | TSC conTAKT Düsseldorf e.V.                            | Düsseldorf             |
| Nordrhein-Westfalen    | Tanzsportclub Dortmund e.V.                            | Dortmund               |
| Nordrhein-Westfalen    | TC Seidenstadt Krefeld e.V.                            | Krefeld                |
| Nordrhein-Westfalen    | Tanzsportclub Schwarz-Gold Coesfeld e.V.               | Coesfeld               |
| Nordrhein-Westfalen    | Swinging Sisters-Frauen für mehr AkzepTANZ e.V.        | Köln                   |
| Nordrhein-Westfalen    | TTC Rot-Gold Köln e.V.                                 | Köln                   |
| Nordrhein-Westfalen    | TSC Mondial e.V.                                       | Köln                   |
| Nordrhein-Westfalen    | TSC Schwarz-Gelb Aachen e.V.                           | Aachen                 |
| Nordrhein-Westfalen    | TSC Blau-Gold-Rondo Bonn e.V.                          | Bonn                   |
| Rheinland-Pfalz        | -                                                      |                        |
| Saarland               | -                                                      |                        |
| Sachsen                | Tanzsportklub Residenz Dresden e.V.                    | Dresden                |
| Sachsen-Anhalt         | -                                                      |                        |
| Schleswig-Holstein     | Tanzen in Kiel e.V.                                    | Kiel                   |
| Schleswig-Holstein     | TSA d. Gettorfer TV 1889 e.V.                          | Gettorf                |
| Thüringen              | Tanzclub Kristall Jena e.V.                            | Jena                   |
| Alle Länder            | 32 Vereine (Stand: 2024)                               |                        |

## Mitgliedschaften
Der Verband ist Mitglied in folgenden Verbänden:
- DVT
- ESSDA[12]

## Sportliche Erfolge (Auswahl)
Bei der Europameisterschaft im gleichgeschlechtlichen Tanzen im Rahmen der EuroGames 2024 gingen sieben Europameistertitel und 22 Medaillen an Paare des DVET.
Bei der im November 2023 ausgetragenen Weltmeisterschaft im Equality-Tanzsport im Rahmen der Gay Games XI. in Guadalajara, Mexiko, stellte der DVET sechs A-Paare, mehr als alle anderen Länder aus Europa zusammengenommen; die meisten Teilnehmer kamen aus den USA. Das Paar Simone Biagini und Thomas Bensch aus Deutschland siegte in drei Turnieren und war damit das erfolgreichste Männerpaar dieser WM.

## Kritik der Trennung in DVET- und DVT-Turniere
Manche Tänzer haben die Trennung der DEVT-Equality-Turniere von den DTV-Turnieren kritisiert, da es sich um den gleichen Sport auf gleich hohem Niveau handele; eine Teilnahme von Equality-Paaren an klassischen Turnieren wie zum Beispiel in England und Österreich sei ihrer Auffassung nach vorzuziehen.
Als hervorstechendes Merkmal des Equality-Tanzes wird immer wieder die Möglichkeit des Führungswechsels betont, der in DVT-Turnieren nicht möglich ist. Allerdings sei auch in DVET-Turnieren ein Führungswechsel vor allem in den höheren Klassen seltener geworden: „schließlich sei es leichter, eine Rolle zu perfektionieren als zwei“.
2022 und 2024 veranstaltete der DVET Symposien zur Frage der Teilnahme gleichgeschlechtlicher Paare in Mainstream-Tanzturnieren sowie zu Geschlechterrollen im DTV und im DVET.